# Nati il 25 gennaio

## VIII secolo(1)
- 750 - Leone IV il Cazaro, imperatore bizantino († 780)

## XIII secolo(1)
- 1223 - Matilde de Lacy, nobile britannica

## XIV secolo(2)
- 1347 - Dorotea di Montau, mistica tedesca († 1394)
- 1369 - Papa Martino V, papa, vescovo cattolico e cardinale italiano († 1431)

## XV secolo(6)
- 1425 - Enrico IV di Castiglia, re († 1474)
- 1448 - Paolo Antonio Soderini, giurista e ambasciatore italiano († 1499)
- 1459 - Paul Hofhaimer, compositore e organista austriaco († 1537)
- 1477 - Anna di Bretagna, sovrana († 1514)
- 1493 - Massimiliano Sforza, duca italiano († 1530)
- 1495 - Gian Giacomo Medici, nobile e condottiero italiano († 1555)

## XVI secolo(8)
- 1507 - Johannes Oporinus, umanista, medico e editore svizzero († 1568)
- 1509 - Giovanni Gerolamo Morone, cardinale e vescovo cattolico italiano († 1580)
- 1519 - Jacopo Pitti, storico, diplomatico e politico italiano († 1589)
- 1523 - Francesco Piccolomini, filosofo italiano († 1607)
- 1526 - Adolfo di Holstein-Gottorp, nobile († 1586)
- 1555 - Carlo di Guisa, nobile francese († 1631)
- 1567 - Margherita d'Asburgo, nobile († 1633)
- 1597 - Giovanni Filippo di Sassonia-Altenburg, nobile tedesco († 1639)

## XVII secolo(19)
- 1611 - Luigi Gonzaga, nobile italiano († 1636)
- 1615 - Govert Flinck, pittore olandese († 1660)
- 1618 - Nicolaes Visscher, disegnatore, incisore e editore olandese († 1709)
- 1627 - Robert Boyle, chimico, fisico e inventore irlandese († 1691)
- 1628 - Antonio Muscettola, poeta italiano († 1679)
- 1630 - Luigi VI d'Assia-Darmstadt († 1678)
- 1634 - Francesco Ferrari, pittore italiano († 1708)
- 1635 - Daniel Casper von Lohenstein, drammaturgo tedesco († 1683)
- 1640 - William Cavendish, I duca di Devonshire, nobile, politico e militare inglese († 1707)
- 1644 - Antoine Thomas, gesuita e missionario belga († 1709)
- 1657 - Giuseppe Nicola Nasini, pittore italiano († 1736)
- 1661 - Antonio I di Monaco, principe († 1731)
- 1661 - Alexander zu Dohna-Schlobitten, militare e diplomatico prussiano († 1728)
- 1666 - Paul-Jules de La Porte, nobile e militare francese († 1731)
- 1682 - Niccolò Coscia, cardinale e arcivescovo cattolico italiano († 1755)
- 1688 - Juraj Jánošík, criminale slovacco († 1713)
- 1690 - Jean-Paul de Rome d'Ardène, botanico, agronomo e presbitero francese († 1769)
- 1694 - Simone Enrico Adolfo di Lippe-Detmold, conte tedesco († 1734)
- 1700 - Sigismondo Betti, pittore italiano († 1778)

## XVIII secolo(26)
- 1701 - Nicola Leopoldo di Salm-Salm, nobile belga († 1770)
- 1702 - Alessandro Dori, architetto italiano († 1772)
- 1708 - Pompeo Batoni, pittore italiano († 1787)
- 1709 - Filippo Gonzaga, militare italiano († 1778)
- 1711 - Paolo Maria Parrino, presbitero, letterato e storico italiano († 1765)
- 1719 - Sofia Dorotea di Prussia, principessa prussiana († 1765)
- 1723 - La Clairon, attrice teatrale francese († 1803)
- 1729 - Sebastiano de Rosa, vescovo cattolico italiano († 1810)
- 1732 - François Devosge, scultore e pittore francese († 1811)
- 1736 - Joseph-Louis Lagrange, matematico e astronomo italiano († 1813)
- 1742 - Grigorij Semënovič Volkonskij, generale russo († 1824)
- 1743 - Friedrich Heinrich Jacobi, filosofo tedesco († 1819)
- 1755 - Paolo Mascagni, anatomista e illustratore italiano († 1815)
- 1756 - José de Ezquerra y Guirior, militare spagnolo († 1801)
- 1759 - Robert Burns, poeta e compositore scozzese († 1796)
- 1759 - Stefano Andrea Renier, naturalista, zoologo e scienziato italiano († 1830)
- 1765 - Thomas Thynne, II marchese di Bath, politico inglese († 1837)
- 1776 - Johann Joseph von Görres, scrittore, storico e pubblicista tedesco († 1848)
- 1777 - Karoline Jagemann, cantante e attrice teatrale tedesca († 1848)
- 1787 - Jean-Antoine Letronne, archeologo e numismatico francese († 1848)
- 1790 - Moritz Michael Daffinger, pittore e miniatore austriaco († 1849)
- 1790 - William Henry Sykes, militare, politico e ornitologo inglese († 1872)
- 1793 - Pietro Sterbini, politico e giornalista italiano († 1863)
- 1796 - William MacGillivray, naturalista britannico († 1852)
- 1796 - Jakob Laurentz Studach, vescovo cattolico svizzero († 1873)
- 1796 - Benedetto Viale Prelà, medico italiano († 1874)

## XIX secolo(182)
- 1801 - Henri de Brouckère, politico belga († 1891)
- 1804 - Antoni Edward Odyniec, poeta e traduttore polacco († 1885)
- 1806 - Mariano Stabile, patriota e politico italiano († 1863)
- 1808 - Giacomo Savarese, economista e politico italiano († 1884)
- 1812 - Pierre de Decker, politico belga († 1891)
- 1812 - William Shanks, matematico inglese († 1882)
- 1813 - James Marion Sims, chirurgo statunitense († 1883)
- 1814 - Luigi Mezzacapo, generale, patriota e politico italiano († 1885)
- 1814 - Francis Harrison Pierpont, politico statunitense († 1899)
- 1816 - Pietro Giuria, scrittore, poeta e pittore italiano († 1876)
- 1818 - Carlo Leone Grandi, scrittore e giornalista italiano († 1872)
- 1818 - Théodore Mozin, compositore francese († 1850)
- 1820 - Alexander Beresford Hope, politico britannico († 1887)
- 1821 - Zeynalabdin Taghiyev, imprenditore e filantropo azero († 1924)
- 1828 - Ion Bălaceanu, politico rumeno († 1914)
- 1828 - Charles Allston Collins, pittore e scrittore inglese († 1873)
- 1830 - Pietro Cossa, drammaturgo italiano († 1881)
- 1831 - Konstantin Nikolaevič Leont'ev, filosofo, medico e monaco cristiano russo († 1891)
- 1832 - Ivan Ivanovič Šiškin, pittore russo († 1898)
- 1832 - Vincenzo Zecca, scrittore, storico e archeologo italiano († 1916)
- 1834 - Otto Scholderer, pittore tedesco († 1902)
- 1835 - Arcangelo De Castris, politico italiano († 1905)
- 1835 - Davide Cesare Uziel, patriota italiano († 1899)
- 1837 - Paolo Medini, basso italiano († 1911)
- 1838 - Giuseppe Giordano Apostoli, avvocato, funzionario e politico italiano († 1927)
- 1839 - Frederikke Federspiel, fotografa danese († 1913)
- 1841 - John Fisher, I barone Fisher, ammiraglio inglese († 1920)
- 1843 - Hermann Schwarz, matematico tedesco († 1921)
- 1844 - Ekaterina Breško-Breškovskaja, rivoluzionaria russa († 1934)
- 1845 - Alfonso Guerra, ingegnere e architetto italiano († 1920)
- 1845 - German Aleksandrovič Lopatin, scrittore e rivoluzionario russo († 1918)
- 1846 - Paul-Joseph Blanc, pittore francese († 1904)
- 1848 - Ekaterina Ottovna Vazem, ballerina russa († 1937)
- 1849 - Dietrich Barfurth, anatomista tedesco († 1927)
- 1849 - Matilde d'Asburgo-Teschen, principessa austriaca († 1867)
- 1850 - Gerardo Marchioro, architetto italiano († 1922)
- 1851 - Arne Garborg, scrittore norvegese († 1924)
- 1851 - Adolfo Tommasi, pittore italiano († 1933)
- 1852 - Nevill Coghill, militare britannico († 1879)
- 1852 - Samuel Warren, giurista e avvocato statunitense († 1910)
- 1854 - Segar Bastard, arbitro di calcio, calciatore e crickettista inglese († 1921)
- 1855 - Eduard Meyer, storico, egittologo e assiriologo tedesco († 1930)
- 1856 - Pierre Decourcelle, scrittore e drammaturgo francese († 1926)
- 1856 - Friedrich Grünanger, architetto austro-ungarico († 1929)
- 1856 - Alberto Palacio, ingegnere e architetto spagnolo († 1939)
- 1857 - Richard Foster Baker, regista statunitense († 1921)
- 1858 - Francesco Brandileone, storico italiano († 1929)
- 1858 - Wells Cooke, ornitologo statunitense († 1916)
- 1858 - Stojan Danev, politico bulgaro († 1949)
- 1858 - Mikimoto Kōkichi, imprenditore giapponese († 1954)
- 1858 - Giuseppe Radiciotti, musicologo italiano († 1931)
- 1860 - Charles Curtis, politico statunitense († 1936)
- 1860 - Rosolino Orlando, imprenditore, filantropo e politico italiano († 1924)
- 1860 - Carolina Matilde di Schleswig-Holstein-Sonderburg-Augustenburg, principessa danese († 1932)
- 1861 - Carmela Baricelli, insegnante, giornalista e scrittrice italiana († 1946)
- 1862 - Henry Walter Barnett, fotografo australiano († 1934)
- 1863 - Ivan Trinko, linguista e storiografo sloveno († 1954)
- 1864 - Michail Ivanovič Brusnev, ingegnere e esploratore russo († 1937)
- 1864 - Henry Stanley, attore statunitense
- 1865 - Elisabetta di Sassonia-Altenburg, nobile tedesca († 1927)
- 1865 - Henri Hauvette, filologo, critico letterario e italianista francese († 1935)
- 1866 - Angelo Filippetti, medico, politico e esperantista italiano († 1936)
- 1866 - Antonio Scotti, baritono italiano († 1936)
- 1866 - Emile Vandervelde, politico belga († 1938)
- 1867 - Paolo Bellezza, scrittore e docente italiano († 1950)
- 1867 - Alfred Wotquenne, bibliografo e musicologo belga († 1939)
- 1868 - Juventino Rosas, compositore e violinista messicano († 1894)
- 1869 - Jan Balicki, presbitero polacco († 1948)
- 1869 - Max Hoffmann, generale e diplomatico tedesco († 1927)
- 1870 - Henry Bordeaux, scrittore e avvocato francese († 1963)
- 1870 - Jacques Grüber, artista francese († 1936)
- 1870 - Helge von Koch, matematico svedese († 1924)
- 1870 - Fred Spiksley, allenatore di calcio e calciatore inglese († 1948)
- 1871 - Maud Wood Park, attivista statunitense († 1955)
- 1872 - Eleanor Fortescue-Brickdale, pittrice inglese († 1945)
- 1872 - Robert McWade, attore statunitense († 1938)
- 1873 - Olinto Dini, poeta italiano († 1951)
- 1873 - Alessandro Varaldo, giornalista, scrittore e drammaturgo italiano († 1953)
- 1874 - Clara Brett Martin, avvocata canadese († 1923)
- 1874 - Igino Coffari, prefetto e politico italiano († 1960)
- 1874 - Hewlett Johnson, religioso britannico († 1966)
- 1874 - William Somerset Maugham, scrittore e commediografo britannico († 1965)
- 1874 - Alexander von Salzmann, pittore e scenografo russo († 1934)
- 1875 - William Easton, tennista statunitense († 1928)
- 1875 - Gunnar Höjer, ginnasta svedese († 1936)
- 1876 - Guido Bustico, pedagogista e storico italiano († 1942)
- 1876 - Herbert Eulenberg, drammaturgo, poeta e scrittore tedesco († 1949)
- 1876 - Rosa Valetti, attrice e cabarettista tedesca († 1937)
- 1877 - Carlo Bonardi, avvocato, politico e saggista italiano († 1957)
- 1877 - Dante Olivieri, filologo, glottologo e linguista italiano († 1964)
- 1878 - Charles Hefferon, maratoneta e mezzofondista sudafricano († 1931)
- 1878 - Attilio Mussino, illustratore, fumettista e pittore italiano († 1954)
- 1878 - Quadrio Pirani, ingegnere e architetto italiano († 1970)
- 1879 - Frank Chevallier-Boutell, calciatore argentino († 1974)
- 1879 - Giuseppe Graziosi, scultore, pittore e grafico italiano († 1942)
- 1879 - Rupert Julian, regista, attore e sceneggiatore neozelandese († 1943)
- 1879 - Sebald Rutgers, politologo e ingegnere olandese († 1961)
- 1879 - Antonio Sciortino, scultore maltese († 1947)
- 1880 - Arthur Cecil Alport, medico sudafricano († 1959)
- 1880 - Hugo Betting, rugbista a 15 tedesco († 1930)
- 1880 - Gustavo Botta, traduttore, poeta e critico letterario italiano († 1948)
- 1880 - Gabrielle Dorziat, attrice francese († 1979)
- 1880 - Ferdinando Neri, francesista e storico della filosofia italiano († 1954)
- 1880 - Tan Yankai, politico e militare cinese († 1930)
- 1881 - Emil Ludwig, scrittore e giornalista tedesco († 1948)
- 1882 - Conrad Christensen, ginnasta norvegese († 1950)
- 1882 - Francesco Cucca, scrittore e poeta italiano († 1947)
- 1882 - Fernand Feyaerts, pallanuotista e nuotatore belga († 1927)
- 1882 - Filiberto Mateldi, disegnatore, illustratore e pittore italiano († 1942)
- 1882 - Virginia Woolf, scrittrice, saggista e attivista britannica († 1941)
- 1883 - Anacleto Bendazzi, presbitero e enigmista italiano († 1982)
- 1883 - Harry Prinzler, ginnasta e multiplista statunitense († 1952)
- 1884 - Montagu Christie Butler, musicista e esperantista britannico († 1970)
- 1884 - Giovanni Cuniolo, ciclista su strada italiano († 1955)
- 1884 - Albert Dupont, ciclista su strada belga
- 1885 - Giuseppe Guarino, ballerino, regista e sceneggiatore italiano († 1963)
- 1885 - Hakushū Kitahara, poeta giapponese († 1942)
- 1885 - Erich Klausener, politico tedesco († 1934)
- 1885 - Oskar Naegeli, dermatologo e scacchista svizzero († 1959)
- 1886 - Xhemal Aranitasi, generale albanese († 1961)
- 1886 - Wilhelm Furtwängler, direttore d'orchestra e compositore tedesco († 1954)
- 1886 - Adamo Mariotti, generale italiano († 1952)
- 1886 - Jeanne Matthey, tennista francese († 1980)
- 1886 - Emilio Petacci, attore italiano († 1965)
- 1886 - Morgan Russell, pittore statunitense († 1953)
- 1887 - Diego Valeri, poeta, traduttore e saggista italiano († 1976)
- 1887 - Aloys Wenzl, filosofo, scrittore e docente tedesco († 1967)
- 1888 - Vincenzo Cento, pedagogista italiano († 1945)
- 1889 - Giuseppe Cei, aviatore e ingegnere italiano († 1911)
- 1889 - Alessandro Sardi, politico italiano († 1965)
- 1889 - Zheng Zhengqiu, regista cinese († 1935)
- 1890 - Paulius Galaunė, storico dell'arte lituano († 1988)
- 1890 - René Génin, attore francese († 1967)
- 1890 - Dario Viterbo, scultore, incisore e orafo italiano († 1961)
- 1891 - Alessandro Alessandrini, politico italiano († 1963)
- 1891 - Anthony Bernard, direttore d'orchestra, compositore e pianista britannico († 1963)
- 1891 - William Christian Bullitt, diplomatico statunitense († 1967)
- 1891 - Fratelli De Rege, comico e attore italiano († 1945)
- 1891 - Gwen Ffrangcon Davies, attrice inglese († 1992)
- 1891 - Takeshi Takashima, generale giapponese († 1944)
- 1891 - Béla von Kehrling, tennista, tennistavolista e calciatore ungherese († 1937)
- 1892 - Ercole Salvatore Aprigliano, pittore italiano († 1975)
- 1892 - Jan Gawronski, diplomatico e scrittore polacco († 1983)
- 1892 - Arkadij Dmitrievič Švecov, ingegnere sovietico († 1953)
- 1892 - Kamilla Vasil'evna Trever, storica, numismatica e orientalista russa († 1974)
- 1893 - Archimede Bottazzi, orafo italiano
- 1893 - Webster Campbell, attore, regista e sceneggiatore statunitense († 1972)
- 1893 - Italo Formichella, avvocato e politico italiano († 1978)
- 1893 - Louise Weiss, giornalista, politica e scrittrice francese († 1983)
- 1894 - Aino Aalto, architetto e designer finlandese († 1949)
- 1894 - Janko Alexy, scrittore e pittore slovacco († 1970)
- 1894 - Renato Grasselli, calciatore italiano († 1976)
- 1894 - Pietro Lingeri, architetto italiano († 1968)
- 1894 - Nietta Mordeglia, attrice italiana († 1992)
- 1894 - Edmond Paris, saggista e filosofo francese († 1970)
- 1894 - Florián Rey, regista spagnolo († 1962)
- 1895 - Eduard Imhof, cartografo e docente svizzero († 1986)
- 1895 - Paolo Marella, cardinale e arcivescovo cattolico italiano († 1984)
- 1895 - Hans Traut, generale tedesco († 1974)
- 1896 - Oprando Bottura, giavellottista e pesista italiano († 1961)
- 1896 - Henri Glasson, calciatore svizzero († 1968)
- 1896 - Florence Mills, cantante, ballerina e cabarettista statunitense († 1927)
- 1896 - John Moores, imprenditore e filantropo inglese († 1993)
- 1896 - Luigi Stabilini, ingegnere italiano († 1967)
- 1897 - Louis Astier de Villatte, militare e aviatore francese († 1936)
- 1897 - George Godfrey, pugile statunitense († 1947)
- 1897 - Francesco Mattuteia, calciatore e allenatore di calcio italiano († 1981)
- 1897 - Umberto Rossi Vezzani, pittore italiano († 1953)
- 1898 - Pablo Gúrpide Beope, vescovo cattolico spagnolo († 1968)
- 1898 - Arnaldo Fabriani, politico, sindacalista e giornalista italiano († 1979)
- 1898 - Pio Maneschi, calciatore italiano († 1970)
- 1898 - Oscar Murua, pittore guatemalteco († 1980)
- 1898 - Pia Zambotti, archeologa italiana († 1965)
- 1899 - Antonio Bonadies, politico e medico italiano († 1994)
- 1899 - Sleepy John Estes, cantante e musicista statunitense († 1977)
- 1899 - Alessandro Gatta, politico italiano († 1975)
- 1899 - Justin McCarthy, hockeista su ghiaccio statunitense († 1976)
- 1899 - Eugenia Smith, scrittrice statunitense († 1997)
- 1899 - Paul-Henri Spaak, politico belga († 1972)
- 1900 - Letterio Cannistraci, militare e aviatore italiano († 1939)
- 1900 - Schuyler Enck, mezzofondista statunitense († 1970)
- 1900 - István Fekete, scrittore ungherese († 1970)

## XX secolo(959)
- 1901 - Paolo Boetti, militare italiano († 1965)
- 1901 - Angelo Di Castro, architetto italiano († 1989)
- 1901 - Mildred Dunnock, attrice e insegnante statunitense († 1991)
- 1901 - Carmelo Elorduy, gesuita, traduttore e sinologo spagnolo († 1989)
- 1901 - Itzhak Stern, superstite dell'Olocausto polacco († 1969)
- 1901 - Robert Wilder, romanziere, drammaturgo e sceneggiatore statunitense († 1974)
- 1902 - Guido Bisori, avvocato e politico italiano († 1983)
- 1902 - Leroy Brown, altista statunitense († 1970)
- 1902 - Gaspare Cataldo, commediografo, sceneggiatore e giornalista italiano († 1970)
- 1902 - Johann von Leers, militare, politico e esoterista tedesco († 1965)
- 1902 - Carlos Silva, calciatore portoghese († 1964)
- 1903 - Jacques Heurgon, latinista e etruscologo francese († 1995)
- 1903 - Marie-Thérèse d'Alverny, storica e bibliotecaria francese († 1991)
- 1904 - Ernst Blum, calciatore tedesco († 1980)
- 1904 - Albert De Roocker, schermidore belga († 1989)
- 1904 - Tat'jana Gureckaja, attrice sovietica († 1983)
- 1904 - Riccardo Mottola, calciatore italiano
- 1904 - Eugenio Mario Raffo, artista italiano († 1994)
- 1905 - Giacinto Bosco, politico italiano († 1997)
- 1905 - Cesare Breviglieri, calciatore italiano († 1968)
- 1905 - Joe Kennaway, allenatore di calcio e calciatore canadese († 1969)
- 1905 - Sava Kovačević, partigiano e generale jugoslavo († 1943)
- 1905 - Paolo Lo Manto, politico italiano († 1976)
- 1905 - Maurice Roy, cardinale e arcivescovo cattolico canadese († 1985)
- 1905 - Margery Sharp, scrittrice inglese († 1991)
- 1906 - Alberto Apponi, scrittore, politico e antifascista italiano († 1977)
- 1906 - Alessandro Cicognini, compositore italiano († 1995)
- 1906 - Emilio Giovannini, calciatore italiano
- 1906 - Giovanni Molinari, calciatore italiano († 1988)
- 1906 - Toni Ulmen, pilota automobilistico tedesco († 1976)
- 1906 - Jean Weber, attore francese († 1995)
- 1907 - Alfredo Amatucci, politico italiano († 1982)
- 1907 - Carlotta Monti, attrice statunitense († 1993)
- 1907 - Helmut Weiss, attore, regista e sceneggiatore tedesco († 1969)
- 1908 - Howard Wendell, attore statunitense († 1975)
- 1909 - Tommaso Fattori, rugbista a 15 e allenatore di rugby a 15 italiano († 1960)
- 1909 - Minoru Kitani, giocatore di go giapponese († 1975)
- 1909 - Odaba, illusionista, pittore e scultore italiano († 1983)
- 1909 - Robert Rex, politico niueano († 1992)
- 1909 - Gregg G. Tallas, regista greco († 1993)
- 1910 - Gennaro Barra, militare italiano († 1937)
- 1910 - Teresio Bercellino, calciatore e allenatore di calcio italiano († 1979)
- 1910 - Ángel Capuano, calciatore argentino († 1958)
- 1910 - Sergo Ambartsumyan, sollevatore sovietico († 1983)
- 1910 - Henri Louveau, pilota automobilistico francese († 1991)
- 1910 - Giuliano Prini, ufficiale italiano († 1941)
- 1910 - Roberto Rebora, poeta, traduttore e critico teatrale italiano († 1992)
- 1910 - Edgar V. Saks, scrittore e storico estone († 1984)
- 1911 - Carlo Bo, ispanista, francesista e critico letterario italiano († 2001)
- 1911 - Alexandru Bârlădeanu, politico e economista rumeno († 1997)
- 1911 - Joseph Cerrito, mafioso italiano († 1978)
- 1911 - Hugo Kraas, generale tedesco († 1980)
- 1911 - Kurt Maetzig, regista e sceneggiatore tedesco († 2012)
- 1911 - Johann Baptist Walpoth, scultore italiano († 1934)
- 1912 - Mario Bonomo, saltatore con gli sci italiano († 1983)
- 1912 - Edmond Leclère, cestista francese († 1986)
- 1912 - Annibale Pelaschiar, velista italiano († 1994)
- 1912 - Ernst Poertgen, calciatore tedesco († 1986)
- 1912 - Emanuele Romano, vescovo cattolico italiano († 1998)
- 1912 - Leo Spaventa Filippi, pittore italiano († 1999)
- 1912 - Norbert Van Caeneghem, calciatore francese († 1962)
- 1913 - Giannina Censi, ballerina e coreografa italiana († 1995)
- 1913 - Albert Deffeyes, partigiano e politico italiano († 1953)
- 1913 - Witold Lutosławski, compositore e direttore d'orchestra polacco († 1994)
- 1913 - Luis Marden, fotografo, esploratore e regista statunitense († 2003)
- 1913 - Osvaldo Perazzo, calciatore italiano
- 1914 - Antonio Bertola, ciclista su strada e pistard italiano († 1967)
- 1914 - Silvio Ceccato, filosofo e linguista italiano († 1997)
- 1915 - Carlo Ballario, fisico italiano († 2002)
- 1915 - Ruggero Biancani, discobolo e pesista italiano († 1993)
- 1915 - Pierre Goubert, storico francese († 2012)
- 1915 - Ewan MacColl, cantautore, attivista e drammaturgo britannico († 1989)
- 1915 - Riccardo Moncalvo, fotografo italiano († 2008)
- 1916 - Aldo Berselli, storico italiano († 2006)
- 1916 - Paolo Cinanni, politico e scrittore italiano († 1988)
- 1916 - Hans Coppi, antifascista tedesco († 1942)
- 1916 - Aldo Duro, linguista e lessicografo italiano († 2000)
- 1916 - Øivind Høibak, calciatore norvegese († 1974)
- 1916 - Piero Maccaferri, pittore italiano († 1992)
- 1917 - Carlos Enrique Díaz Sáenz Valiente, tiratore a segno e pilota automobilistico argentino († 1956)
- 1917 - Ilya Prigogine, chimico e fisico russo († 2003)
- 1917 - Otello Torri, calciatore italiano († 1988)
- 1917 - Georg Tressler, regista e sceneggiatore austriaco († 2007)
- 1917 - Jânio Quadros, avvocato e politico brasiliano († 1992)
- 1918 - Tranquilo Cappozzo, canottiere argentino († 2003)
- 1918 - Armin Joseph Deutsch, astrofisico e scrittore di fantascienza statunitense († 1969)
- 1918 - King Donovan, attore e regista statunitense († 1987)
- 1920 - Orfeo Bellesini, calciatore italiano († 2004)
- 1920 - Salvatore D'Angelo, presbitero e politico italiano († 2000)
- 1920 - Shuchi Kubouchi, giocatore di go giapponese († 2020)
- 1920 - Tat'jana Marinenko, partigiana sovietica († 1942)
- 1920 - Edward Ullendorff, linguista britannico († 2011)
- 1921 - Valerio Bertini, scrittore italiano († 2011)
- 1921 - Samuel Cohen, fisico statunitense († 2010)
- 1921 - Marcello Del Bello, tennista italiano († 1988)
- 1921 - Josef Holeček, canoista cecoslovacco († 2005)
- 1921 - Willy Olsen, calciatore norvegese († 1995)
- 1921 - Jurij Nikolaevič Ozerov, regista e sceneggiatore sovietico († 2001)
- 1921 - Ismer Piva, politico italiano († 1993)
- 1921 - Italo Federico Quercia, fisico italiano († 1987)
- 1921 - Alfred Reed, compositore statunitense († 2005)
- 1922 - Vicente Arraya, calciatore boliviano († 1992)
- 1922 - Luigi Luca Cavalli-Sforza, genetista e antropologo italiano († 2018)
- 1922 - Luciano Virgili, cantante italiano († 1986)
- 1923 - Filippo Cammoranesi, calciatore e allenatore di calcio italiano
- 1923 - Arvid Carlsson, medico e neuroscienziato svedese († 2018)
- 1923 - Alice Ceresa, scrittrice svizzera († 2001)
- 1923 - Renato Ghiotto, scrittore, giornalista e sceneggiatore italiano († 1986)
- 1923 - Shōtarō Ikenami, scrittore giapponese († 1990)
- 1923 - Kō Nishimura, attore giapponese († 1997)
- 1923 - Alberto Piccinini, allenatore di calcio e calciatore italiano († 1972)
- 1923 - Fernando Ronchetti, pittore italiano († 2005)
- 1924 - Valeria Ciaffi, pittrice e scultrice italiana († 2010)
- 1924 - Aldo Ferrari, fotoreporter e fotografo italiano († 2013)
- 1924 - Sandra Frizzera, scrittrice e giornalista italiana († 2013)
- 1924 - Lou Groza, giocatore di football americano statunitense († 2000)
- 1924 - Jusein Mehmedov, lottatore bulgaro († 2014)
- 1924 - Fosco Monaci, politico italiano († 1997)
- 1924 - George Nostrand, cestista statunitense († 1981)
- 1924 - Pino Parini, pittore italiano († 2023)
- 1924 - Rollie Seltz, cestista e giocatore di baseball statunitense († 2022)
- 1925 - Andreina Griseri, storica dell'arte italiana († 2022)
- 1925 - Willy Fitting, schermidore svizzero († 2017)
- 1925 - Mario Miglietta, arcivescovo cattolico italiano († 1996)
- 1926 - Ginette Bucaille, tennista francese († 2021)
- 1926 - Gemma Fortini, storica e giornalista italiana († 2001)
- 1926 - Dick McGuire, cestista e allenatore di pallacanestro statunitense († 2010)
- 1926 - Pola Patiño, ex cestista messicana
- 1926 - Folco Portinari, saggista, critico letterario e storico della letteratura italiano († 2019)
- 1926 - Yusuf Shahin, regista, sceneggiatore e produttore cinematografico egiziano († 2008)
- 1927 - Enzo Berlanda, politico italiano († 2006)
- 1927 - Nada Giorgi, partigiana italiana († 2012)
- 1927 - Earl Girard, giocatore di football americano statunitense († 1977)
- 1927 - Yitzhak Hofi, generale e agente segreto israeliano († 2014)
- 1927 - Antônio Carlos Jobim, musicista, compositore e cantante brasiliano († 1994)
- 1927 - Erni Mangold, attrice austriaca
- 1927 - Luigi Molina, calciatore italiano († 2001)
- 1927 - Gregg Palmer, attore statunitense († 2015)
- 1928 - Karl Walter Diess, attore e doppiatore austriaco († 2014)
- 1928 - Cor van der Hart, calciatore e allenatore di calcio olandese († 2006)
- 1928 - Adolfo Marsillach, attore, regista e scrittore spagnolo († 2002)
- 1928 - Domingo Pillado, calciatore cileno († 2018)
- 1928 - Eduard Shevardnadze, politico sovietico († 2014)
- 1928 - Sherwin Wine, rabbino statunitense († 2007)
- 1929 - Elizabeth Allen, attrice statunitense († 2006)
- 1929 - Ed Beach, cestista statunitense († 1996)
- 1929 - Federico Brini, politico italiano († 2007)
- 1929 - Renato Corà, politico italiano († 2015)
- 1929 - Ladislav Demšar, cestista e allenatore di pallacanestro jugoslavo († 1992)
- 1929 - Robert Faurisson, saggista e pubblicista francese († 2018)
- 1929 - Benny Golson, musicista e compositore statunitense († 2024)
- 1929 - Michael Michai Kitbunchu, cardinale e arcivescovo cattolico thailandese
- 1929 - Éveline Plicque-Andréani, compositrice, musicologa e pedagoga francese († 2018)
- 1929 - Zeke Sinicola, cestista statunitense († 2011)
- 1930 - Ruthy Alon, insegnante israeliana
- 1930 - Giorgio Giacomelli, diplomatico italiano († 2017)
- 1930 - Ruth Kligman, pittrice statunitense († 2010)
- 1931 - Stig Anderson, imprenditore svedese († 1997)
- 1931 - Charley Ane, giocatore di football americano statunitense († 2007)
- 1931 - Federico Edwards, calciatore argentino († 2016)
- 1931 - Riccardo Filippi, ciclista su strada e pistard italiano († 2015)
- 1931 - Joseph Anthony Fiorenza, arcivescovo cattolico statunitense († 2022)
- 1931 - Paavo Haavikko, poeta e drammaturgo finlandese († 2008)
- 1931 - Dean Jones, attore statunitense († 2015)
- 1931 - Harold Lloyd Jr., attore statunitense († 1971)
- 1931 - Vittorio Raschèr, linguista, filologo e direttore d'orchestra svizzero († 2012)
- 1931 - Albano Vicariotto, calciatore e allenatore di calcio italiano († 2019)
- 1931 - Divo Zadi, vescovo cattolico italiano († 2021)
- 1932 - Nikolaj Anikin, fondista sovietico († 2009)
- 1932 - Giancarlo Gallesi, calciatore e allenatore di calcio italiano († 2022)
- 1932 - Ludwig Müller, siepista e mezzofondista tedesco († 2022)
- 1932 - Bob Peterson, cestista statunitense († 2011)
- 1932 - Yukio Shimomura, allenatore di calcio, ex calciatore e dirigente sportivo giapponese
- 1932 - Géza Tóth, sollevatore ungherese († 2011)
- 1933 - Corazon Aquino, politica filippina († 2009)
- 1933 - Aldo Carotenuto, psicoanalista, filosofo e scrittore italiano († 2005)
- 1933 - Mario Cecchini, vescovo cattolico italiano († 2021)
- 1933 - Antōnīs Geōrgiadīs, allenatore di calcio e calciatore greco († 2020)
- 1933 - Neva Jane Langley, modella statunitense († 2012)
- 1933 - Goffrey E. R. Lloyd, storico britannico
- 1933 - Salvatore Pelliccioni, ex tiratore a volo sammarinese
- 1933 - René Sintès, pittore francese
- 1934 - Pablo Colino, religioso, musicista e scrittore spagnolo
- 1934 - Patricia Marand, attrice statunitense († 2008)
- 1934 - Pál Orosz, calciatore e allenatore di calcio ungherese († 2014)
- 1934 - Krzysztof Pomian, filosofo, storico e saggista francese
- 1935 - Conrad Burns, politico e militare statunitense († 2016)
- 1935 - James Gordon Farrell, scrittore britannico († 1979)
- 1935 - Don Maynard, giocatore di football americano statunitense († 2022)
- 1935 - Angelo Raffaele Meo, informatico italiano
- 1935 - Pietro Mezzaroma, imprenditore italiano
- 1935 - António Ramalho Eanes, politico e generale portoghese
- 1935 - Werner Schley, allenatore di calcio e calciatore svizzero († 2007)
- 1935 - Stanislav Žuk, pattinatore artistico su ghiaccio sovietico († 1998)
- 1936 - Thomas Balla, ex schermidore statunitense
- 1936 - Aldo Brancati, fisiologo e politico italiano († 2022)
- 1936 - Mario Foglietti, sceneggiatore, regista e critico cinematografico italiano († 2016)
- 1936 - Diana Hyland, attrice statunitense († 1977)
- 1936 - Günter Klass, pilota automobilistico e pilota di rally tedesco († 1967)
- 1936 - Onat Kutlar, sceneggiatore, poeta e saggista turco († 1995)
- 1937 - Sebastiano Montali, politico italiano
- 1937 - Bill Pascrell, politico statunitense († 2024)
- 1937 - Ange-Félix Patassé, politico centrafricano († 2011)
- 1937 - Gregory Sierra, attore statunitense († 2021)
- 1938 - Betico Croes, attivista e politico olandese († 1986)
- 1938 - Antonio D'Agostino, regista italiano († 2025)
- 1938 - Aut Erickson, hockeista su ghiaccio e allenatore di hockey su ghiaccio canadese († 2010)
- 1938 - Shōtarō Ishinomori, fumettista giapponese († 1998)
- 1938 - Etta James, cantante statunitense († 2012)
- 1938 - Leiji Matsumoto, fumettista e animatore giapponese († 2023)
- 1938 - Vladimir Semënovič Vysockij, cantautore, attore e poeta sovietico († 1980)
- 1939 - Carlo Cecchi, attore e regista teatrale italiano
- 1939 - Giorgio Gaber, cantautore, drammaturgo e attore italiano († 2003)
- 1939 - Horst Nemec, calciatore austriaco († 1984)
- 1939 - Gregorio Scalise, poeta italiano († 2020)
- 1940 - Otto Almstadt, scultore tedesco († 2023)
- 1940 - Philip Boyce, vescovo cattolico irlandese
- 1940 - Mario Catalano, politico e giornalista italiano († 2022)
- 1940 - Gianni Danzi, arcivescovo cattolico italiano († 2007)
- 1940 - Paolo Graziosi, attore italiano († 2022)
- 1940 - Wolfgang Paul, ex calciatore tedesco
- 1940 - Jürgen Sundermann, calciatore e allenatore di calcio tedesco († 2022)
- 1941 - Sara Barber, nuotatrice canadese († 2020)
- 1941 - Giovanni Galeone, ex calciatore e allenatore di calcio italiano
- 1941 - Zlatomir Obradov, calciatore e allenatore di calcio jugoslavo († 2013)
- 1942 - Carl Eller, ex giocatore di football americano statunitense
- 1942 - Eusébio, calciatore portoghese († 2014)
- 1942 - Felice Piemontese, scrittore, giornalista e poeta italiano
- 1942 - Ignazio Zambito, vescovo cattolico italiano
- 1943 - Leny Andrade, cantante e musicista brasiliana († 2023)
- 1943 - Roy Black, cantante e attore tedesco († 1991)
- 1943 - Ian Collier, attore britannico († 2008)
- 1943 - Giovanni Copertino, politico italiano
- 1943 - Tobe Hooper, regista e sceneggiatore statunitense († 2017)
- 1943 - John Paiva, chitarrista e musicista statunitense
- 1943 - Richard Pearce, regista, sceneggiatore e produttore televisivo statunitense
- 1943 - Ambrogio Portalupi, ciclista su strada italiano († 1987)
- 1943 - Pavel Roman, danzatore su ghiaccio cecoslovacco († 1972)
- 1944 - Pier Giuseppe Arcangeli, etnomusicologo e compositore italiano
- 1944 - Filiberto Cecchi, generale italiano
- 1944 - Paule Constant, scrittrice francese
- 1944 - Ion Dolănescu, cantante e politico rumeno († 2009)
- 1944 - Roger Helmer, politico britannico
- 1944 - Jacinto João, calciatore portoghese († 2004)
- 1944 - Paolo Nuti, ex calciatore italiano
- 1944 - Christina Schmuck, ex slittinista tedesca occidentale
- 1944 - Bernard Tschumi, architetto svizzero
- 1944 - Robin Wood, fumettista paraguaiano († 2021)
- 1945 - Byron Beck, ex cestista statunitense
- 1945 - Mario Frasson, politico italiano
- 1945 - Sławomir Idziak, direttore della fotografia polacco
- 1945 - John Leslie, attore pornografico e regista statunitense († 2010)
- 1945 - Luigi Pogliana, ex calciatore italiano
- 1945 - Leigh Taylor-Young, attrice statunitense
- 1945 - Jill Townsend, attrice statunitense
- 1945 - Dave Walker, cantante e chitarrista britannico
- 1945 - Walt Wesley, cestista statunitense († 2024)
- 1946 - Géza Bereményi, regista ungherese
- 1946 - Paul Cremona, arcivescovo cattolico maltese († 2025)
- 1946 - Cesare De Piccoli, politico italiano
- 1946 - Yann Dedet, montatore francese
- 1946 - Marie-Paule Belle, cantante e pianista francese
- 1946 - Erk Sens-Gorius, ex schermidore tedesco
- 1946 - Mihai Țiu, ex schermidore rumeno
- 1947 - Rosalba Archilletti, cantante italiana († 2012)
- 1947 - Carl McCunn, fotografo statunitense († 1981)
- 1947 - John Carrell, danzatore su ghiaccio statunitense († 1989)
- 1947 - Karen Dokka, ex sciatrice alpina canadese
- 1947 - Paolo La Rosa, ammiraglio italiano
- 1947 - Gianfranco Lamberti, politico italiano († 2018)
- 1947 - Ugo Marchetti, generale italiano
- 1947 - Louis-Gaston Mayila, politico gabonese († 2025)
- 1947 - Ángel Nieto, pilota motociclistico spagnolo († 2017)
- 1947 - Timothy Reuter, storico britannico († 2002)
- 1947 - Elio Rostagno, politico italiano
- 1947 - Tostão, ex calciatore e giornalista brasiliano
- 1947 - Tor Wæhler, ex calciatore norvegese
- 1947 - Staffan de Mistura, diplomatico, politico e funzionario svedese
- 1948 - Niwatthamrong Boonsongpaisan, dirigente d'azienda e politico thailandese
- 1948 - Werner Buchholz, storico tedesco
- 1948 - Hasse Börjes, ex pattinatore di velocità su ghiaccio svedese
- 1948 - Francis Camerini, ex calciatore francese
- 1948 - Gian Paolo Facchinetti, ex calciatore italiano
- 1948 - Hannelore Friedel, ex pesista tedesca
- 1948 - Romano Madera, filosofo e psicoanalista italiano
- 1948 - Rodolfo Nin Novoa, politico uruguaiano
- 1948 - Ralph Ogden, ex cestista e allenatore di pallacanestro statunitense
- 1948 - Bobby Sibbald, ex calciatore inglese
- 1948 - Georgij Šiškin, pittore russo
- 1948 - Khalifa bin Zayed Al Nahyan, sovrano emiratino († 2022)
- 1949 - Phil Boyer, ex calciatore inglese
- 1949 - John Cooper Clarke, poeta inglese
- 1949 - Pietro Dalena, storico italiano
- 1949 - Madeleine D'Engremont, ex cestista francese
- 1949 - Heidi Eisterlehner, tennista tedesca († 2025)
- 1949 - Paul Nurse, biochimico britannico
- 1949 - Paolo Petraz, ex calciatore italiano
- 1949 - Franca Sebastiani, cantante e scrittrice italiana († 2015)
- 1950 - Jean-Marc Ayrault, politico francese
- 1950 - Doina Bumbea, pittrice rumena († 1997)
- 1950 - Gordon Fearnley, allenatore di calcio e calciatore inglese († 2015)
- 1950 - Svein Gjedrem, economista e ex calciatore norvegese
- 1950 - Yoshimitsu Morita, regista e sceneggiatore giapponese († 2011)
- 1950 - Gloria Naylor, scrittrice statunitense († 2016)
- 1950 - Mike Pejic, ex calciatore inglese
- 1950 - Roberto Perini, disegnatore e vignettista italiano († 2019)
- 1950 - Dino Spadetto, ex calciatore italiano
- 1950 - John Terry, attore statunitense
- 1950 - Paul Watkins, musicista statunitense († 1990)
- 1951 - Raphaël Confiant, scrittore francese
- 1951 - Hans-Jürgen Dörner, calciatore e allenatore di calcio tedesco orientale († 2022)
- 1951 - Fausto Giovanelli, politico italiano
- 1951 - Richard Hanna, politico statunitense († 2020)
- 1951 - Steve Prefontaine, mezzofondista statunitense († 1975)
- 1951 - Leonid Petrovič Teljatnikov, militare e vigile del fuoco sovietico († 2004)
- 1951 - Bill Viola, artista statunitense († 2024)
- 1952 - Jurij Ivanovič Česnokov, calciatore sovietico († 1999)
- 1952 - Paolo Donnarumma, bassista e chitarrista italiano
- 1952 - Oriella Dorella, ex ballerina italiana
- 1952 - Liu He, politico e economista cinese
- 1952 - Manuel Llorente Martín, dirigente sportivo spagnolo
- 1952 - Mike McLeod, ex mezzofondista britannico
- 1952 - Steve Newman, chitarrista sudafricano
- 1952 - Whit Stillman, regista e sceneggiatore statunitense
- 1952 - Lee Strobel, giornalista e saggista statunitense
- 1952 - Agron Sulaj, allenatore di calcio e calciatore albanese († 1996)
- 1952 - Peter Tatchell, attivista australiano
- 1952 - Emil Vladimirov, ex discobolo bulgaro
- 1953 - Marcello D'Orta, insegnante e scrittore italiano († 2013)
- 1953 - Pasquale Fruscella, chirurgo italiano
- 1953 - The Honky Tonk Man, ex wrestler statunitense
- 1953 - Dževad Karahasan, scrittore, filosofo e drammaturgo bosniaco († 2023)
- 1953 - Dougall José Montagnoli, calciatore argentino († 2007)
- 1953 - Dražen Mužinić, ex calciatore jugoslavo
- 1953 - Alphonse Nguyễn Hữu Long, vescovo cattolico vietnamita
- 1953 - Jorge Ribolzi, allenatore di calcio e ex calciatore argentino
- 1953 - Franco Varrella, allenatore di calcio e ex calciatore italiano
- 1954 - Givaldo Barbosa, ex tennista brasiliano
- 1954 - Ricardo Bochini, ex calciatore argentino
- 1954 - Marco De Paoli, filosofo italiano
- 1954 - Renate Dorrestein, scrittrice e giornalista olandese († 2018)
- 1954 - Fabio Dosi, politico italiano
- 1954 - David Grossman, scrittore israeliano
- 1954 - Luigi Maieron, cantautore, poeta e scrittore italiano
- 1954 - Demetrio Paparoni, critico d'arte e editore italiano
- 1954 - Christiane Sadlo, sceneggiatrice, scrittrice e giornalista tedesca
- 1954 - Alberto Toni, poeta, scrittore e drammaturgo italiano († 2019)
- 1954 - Sturla Voll, allenatore di calcio norvegese
- 1954 - Ann-Marie Wikner, cestista svedese († 2022)
- 1955 - Olivier Assayas, regista, sceneggiatore e critico cinematografico francese
- 1955 - Giorgio Carrera, ex calciatore italiano
- 1955 - Mario Castelnuovo, cantautore e chitarrista italiano
- 1955 - Piedad Córdoba, politica e avvocata colombiana († 2024)
- 1955 - Maurizio Guarini, tastierista, compositore e arrangiatore italiano
- 1955 - Tōru Iwatani, autore di videogiochi giapponese
- 1955 - Nicolas Michelin, architetto e urbanista francese
- 1955 - Delia Murer, politica italiana
- 1955 - Jean-Paul Rabier, allenatore di calcio e ex calciatore francese
- 1955 - Marco Torresani, allenatore di calcio e ex calciatore italiano
- 1955 - Stefano Valentini, astronomo italiano
- 1955 - Hüsnü Özkara, allenatore di calcio e ex calciatore turco
- 1956 - Johnny Cecotto, pilota motociclistico e pilota automobilistico venezuelano
- 1956 - Danilo Massi, regista, sceneggiatore e fotografo italiano
- 1956 - Anne O'Brien, calciatrice e allenatrice di calcio irlandese († 2016)
- 1956 - Christina Tchen, politica e avvocato statunitense
- 1957 - Ben van Berkel, architetto olandese
- 1957 - Líber Gadelha, produttore discografico, imprenditore e musicista brasiliano († 2021)
- 1957 - Luis Alfredo Garavito, serial killer colombiano († 2023)
- 1957 - Andy Harris, politico statunitense
- 1957 - Giuseppe Laterza, editore italiano
- 1957 - Jenifer Lewis, attrice statunitense
- 1957 - Alfredo Pirri, pittore italiano
- 1957 - Giancarlo Sacco, allenatore di pallacanestro italiano
- 1958 - Alessandro Baricco, scrittore, drammaturgo e sceneggiatore italiano
- 1958 - Franco Cherchi, ex pugile e allenatore di pugilato italiano
- 1958 - Paolo Franco, politico italiano
- 1958 - Jürgen Hingsen, ex multiplista tedesco
- 1958 - Erick Iskersky, ex tennista statunitense
- 1958 - Kavita Krishnamurthy, cantante indiana
- 1958 - Artur Lekbello, ex calciatore albanese
- 1958 - Antonio López Nieto, ex arbitro di calcio spagnolo
- 1958 - Dinah Manoff, attrice e regista statunitense
- 1958 - Gino Marielli, musicista e cantautore italiano
- 1958 - Franco Pancheri, ex calciatore e allenatore di calcio italiano
- 1958 - Yeidckol Polevnsky, politica messicana
- 1958 - Roberto Premier, ex cestista e allenatore di pallacanestro italiano
- 1958 - Doris Schuck, ex cestista tedesca
- 1958 - Betty Vittori, cantautrice e musicista italiana
- 1958 - Harti Weirather, ex sciatore alpino austriaco
- 1959 - Mark Duper, ex giocatore di football americano statunitense
- 1959 - Paolo Ferro, ex calciatore italiano
- 1959 - Luc Govaerts, ex ciclista su strada e pistard belga
- 1959 - Kim Yon-ja, cantante sudcoreana
- 1959 - Viktor Losev, allenatore di calcio e ex calciatore sovietico
- 1959 - Frank Naylor, ex giocatore di football americano statunitense
- 1959 - Toni Servillo, attore e regista teatrale italiano
- 1959 - Francesco Storace, politico e giornalista italiano
- 1959 - Jean-Léonard Touadi, politico, saggista e conduttore radiofonico italiano
- 1960 - Rinaldo Alessandrini, clavicembalista e direttore d'orchestra italiano
- 1960 - Cha Hwa-yeon, attrice sudcoreana
- 1960 - Irina Flige, attivista russa
- 1960 - Nobuyo Fujishiro, ex calciatore giapponese
- 1960 - Audrey Wells, sceneggiatrice e regista statunitense († 2018)
- 1960 - Annelies Maas, ex nuotatrice olandese
- 1960 - Massimo Mauti, ex calciatore italiano
- 1960 - Miki Narahashi, doppiatrice giapponese
- 1960 - José Antonio Salguero, ex calciatore spagnolo
- 1960 - Huub van Boeckel, ex tennista e imprenditore olandese
- 1961 - Giorgio Baietti, scrittore e giornalista italiano
- 1961 - Charles Allieu Matthew Campbell, vescovo cattolico sierraleonese
- 1961 - Gian Francesco Giudice, fisico italiano
- 1961 - Beth Goulart, attrice, drammaturga e ballerina brasiliana
- 1961 - Lee Sang-yong, ex calciatore sudcoreano
- 1961 - Miguel M. Abrahão, scrittore, drammaturgo e storico brasiliano
- 1961 - Roger Yuan, attore, artista marziale e stuntman statunitense
- 1962 - Chris Chelios, ex hockeista su ghiaccio statunitense
- 1962 - Christopher Coppola, regista e produttore cinematografico statunitense
- 1962 - Iryna Dovgan, attivista ucraina
- 1962 - Birgit Fischer, ex canoista tedesca
- 1962 - Georges Grün, ex calciatore belga
- 1962 - Bruno Martini, calciatore e allenatore di calcio francese († 2020)
- 1962 - Osama Oraby, allenatore di calcio e ex calciatore egiziano
- 1962 - Luca Pitteri, direttore di coro italiano
- 1962 - František Procházka, hockeista su ghiaccio cecoslovacco († 2012)
- 1962 - Hendrik Reiher, ex canottiere tedesco
- 1963 - Daniele Bagni, bassista italiano
- 1963 - Marcello Giordani, tenore italiano († 2019)
- 1963 - Fernando Haddad, politico e politologo brasiliano
- 1963 - Per Johansson, ex nuotatore svedese
- 1963 - Daniel Knowlen, ex giocatore di calcio a 5 costaricano
- 1963 - Sandër Lleshaj, politico albanese
- 1963 - Leonardo Madelón, allenatore di calcio e ex calciatore argentino
- 1963 - Don Mancini, regista e sceneggiatore statunitense
- 1963 - Andrea Piovan, attore e doppiatore italiano
- 1963 - Timo Rautiainen, cantante e chitarrista finlandese
- 1963 - Giovanni Battista Rigon, direttore d'orchestra e pianista italiano
- 1963 - Bernd Storck, allenatore di calcio e ex calciatore tedesco
- 1964 - Ian Butterworth, allenatore di calcio e ex calciatore inglese
- 1964 - Tim Kempton, ex cestista statunitense
- 1964 - Roman Rupp, ex sciatore alpino austriaco
- 1965 - Igor' Chochrjakov, ex biatleta bielorusso
- 1965 - Laura Merli, doppiatrice italiana
- 1965 - Ron Rinehart, cantante statunitense
- 1965 - Esa Tikkanen, ex hockeista su ghiaccio finlandese
- 1966 - Laurent Bel, ex schermidore francese
- 1966 - Chet Culver, politico statunitense
- 1966 - Gao Hongbo, allenatore di calcio e ex calciatore cinese
- 1966 - Giannos Iōannou, ex calciatore cipriota
- 1966 - Eric Jozsef, giornalista francese
- 1966 - Vitalij Mel'nik, ex slittinista sovietico
- 1966 - Kristina Mundt, ex canottiera tedesca
- 1966 - Bruce Murray, ex calciatore e ex giocatore di calcio a 5 statunitense
- 1966 - Ricky Nattiel, ex giocatore di football americano statunitense
- 1966 - Sandro Resegotti, ex schermidore italiano
- 1966 - Mark Schlereth, ex giocatore di football americano statunitense
- 1966 - Arnaldo Trevisan, poliziotto italiano († 1988)
- 1966 - Samvel Yervinyan, violinista e compositore armeno
- 1967 - Aaron Bean, politico statunitense
- 1967 - Massimo Vittorio Berutti, politico italiano
- 1967 - Mario Brunetta, ex hockeista su ghiaccio canadese
- 1967 - Marco Gatti, politico sammarinese
- 1967 - David Ginola, ex calciatore, allenatore di calcio e dirigente sportivo francese
- 1967 - Václav Němeček, ex calciatore ceco
- 1967 - Nozomu Sasaki, doppiatore giapponese
- 1967 - Nicole Uphoff, cavallerizza tedesca
- 1967 - Aurelio Voltaire, musicista cubano
- 1968 - Giulia Cosenza, politica italiana
- 1968 - Martin Fiala, ex sciatore alpino e sciatore freestyle tedesco
- 1968 - Usamaru Furuya, fumettista giapponese
- 1968 - Rodrigo Gómez, ex calciatore cileno
- 1968 - Luc Krotwaar, ex maratoneta e ex mezzofondista olandese
- 1968 - Brent Lang, ex nuotatore statunitense
- 1968 - Eric Orie, allenatore di calcio e ex calciatore olandese
- 1968 - Matthias Wahls, scacchista e giocatore di poker tedesco
- 1969 - Andrea Di Marco, comico e cabarettista italiano
- 1969 - Gao Jun, ex tennistavolista cinese
- 1969 - Penny Moore, ex cestista statunitense
- 1969 - Richard Petruška, ex cestista e dirigente sportivo slovacco
- 1969 - Matteo Resinanti, fumettista italiano
- 1969 - Salvatore Signorelli, pallamanista e allenatore di pallamano italiano
- 1970 - Steinar Dagur Adolfsson, ex calciatore islandese
- 1970 - Stephen Chbosky, scrittore, regista e sceneggiatore statunitense
- 1970 - Ernest Gjoka, allenatore di calcio e dirigente sportivo albanese
- 1970 - Margunn Haugenes, allenatrice di calcio e ex calciatrice norvegese
- 1970 - Tanis Hunt, ex sciatrice alpina statunitense
- 1970 - Tomás Jofresa, ex cestista spagnolo
- 1970 - Li Duihong, tiratrice a segno cinese
- 1970 - Liu Jun, ex giocatore di calcio a 5 e ex calciatore cinese
- 1970 - Rafael Lozano, ex pugile spagnolo
- 1970 - Chris Mills, ex cestista statunitense
- 1970 - Thomas Solberg, ex calciatore norvegese
- 1970 - Cheikh Touré, ex lunghista senegalese
- 1971 - Brett Aitken, ex pistard australiano
- 1971 - Luca Badoer, ex pilota automobilistico italiano
- 1971 - Philip Coppens, scrittore, giornalista e conduttore radiofonico belga († 2012)
- 1971 - David Dedek, allenatore di pallacanestro sloveno
- 1971 - Giuseppe Di Bernardo, fumettista italiano
- 1971 - Kpassagnon Gneto, ex calciatore ivoriano
- 1971 - Juan Andrés Gómez, ex calciatore argentino
- 1971 - Arturo Llopis, ex cestista spagnolo
- 1971 - Ana Ortiz, attrice statunitense
- 1971 - Laura Ravetto, politica italiana
- 1971 - Javier Sánchez, ex giocatore di calcio a 5 spagnolo
- 1971 - Aurel Sîrbu, ex sollevatore rumeno
- 1971 - Rodolfo Viganò, ex tiratore a volo italiano
- 1971 - Rahim Zafer, ex calciatore turco
- 1972 - Chantal Andere, attrice e cantante messicana
- 1972 - Alejandro Domínguez, dirigente sportivo paraguaiano
- 1972 - Migsey Dusú, ex schermitrice cubana
- 1972 - Silvia Fregolent, politica italiana
- 1972 - Pauli Jaks, allenatore di hockey su ghiaccio e ex hockeista su ghiaccio svizzero
- 1972 - Brian Lima, ex rugbista a 15 samoano
- 1972 - Eddy Patterson, ex schermidore cubano
- 1972 - Silke Rottenberg, ex calciatrice tedesca
- 1972 - Mauro Tuena, politico svizzero
- 1973 - Sarit Arbel, ex cestista israeliana
- 1973 - Simone Babbo, ex rugbista a 15 italiano
- 1973 - Marco Battaglia, ex giocatore di football americano statunitense
- 1973 - Fabien Baussart, imprenditore e politico francese
- 1973 - Pere Capdevila, ex cestista spagnolo
- 1973 - Geoff Johns, fumettista, sceneggiatore e produttore cinematografico statunitense
- 1973 - Tony Laureano, batterista portoricano
- 1973 - Philipp Laux, allenatore di calcio e ex calciatore tedesco
- 1973 - Irina Laško, tuffatrice australiana
- 1973 - Giacomo Lorenzini, allenatore di calcio e ex calciatore italiano
- 1973 - Jenry Orlando Ruiz Mora, vescovo cattolico honduregno
- 1973 - Radovan Trifunovič, ex cestista e allenatore di pallacanestro sloveno
- 1974 - Hinako Ashihara, fumettista giapponese († 2024)
- 1974 - Adam Bousdoukos, attore e sceneggiatore tedesco
- 1974 - Massimo Candura, politico italiano
- 1974 - Roman Egorov, ex nuotatore russo
- 1974 - Nuno Espírito Santo, allenatore di calcio e ex calciatore saotomense
- 1974 - Carlo Gabardini, attore, scrittore e comico italiano
- 1974 - Lidija Grigor'eva, ex mezzofondista e maratoneta russa
- 1974 - Emily Haines, cantante canadese
- 1974 - Utkirbek Haydarov, ex pugile uzbeko
- 1974 - Phill Jones, ex cestista neozelandese
- 1974 - Kamel Maddouri, politico tunisino
- 1974 - Igor Miladinović, scacchista serbo
- 1974 - Stefano Picchi, cantante italiano
- 1974 - Steven Schneider, produttore cinematografico statunitense
- 1974 - Dan Serafini, ex giocatore di baseball statunitense
- 1975 - Gregor Cankar, ex lunghista sloveno
- 1975 - Agnaldo Cordeiro Pereira, ex calciatore brasiliano
- 1975 - Pedro Delgado Martín, ex atleta paralimpico spagnolo
- 1975 - Ruth Díaz, attrice spagnola
- 1975 - Allan Gaarde, ex calciatore danese
- 1975 - Mia Kirshner, attrice canadese
- 1975 - Martin Laciga, giocatore di beach volley svizzero († 2023)
- 1975 - Mirko Mazzari, nuotatore italiano
- 1975 - Elisabetta Rocchetti, attrice, regista e sceneggiatrice italiana
- 1975 - Ricky Rodriguez, criminale statunitense († 2005)
- 1975 - Markus Schroth, ex calciatore tedesco
- 1975 - Yann Trégouët, attore francese
- 1975 - John Wade, giocatore di football americano statunitense
- 1976 - Matteo Curallo, musicista, compositore e produttore discografico italiano
- 1976 - Alejandra Fernández, ex cestista argentina
- 1976 - Carl Hansen, ex giocatore di football americano statunitense
- 1976 - Mito Isaka, ex calciatrice giapponese
- 1976 - Kerstin Kowalski, ex canottiera tedesca
- 1976 - Manja Kowalski, ex canottiera tedesca
- 1976 - Gisela Morón, sincronetta spagnola
- 1976 - Dīmītrīs Nalitzīs, ex calciatore greco
- 1976 - Jacob Nettey, ex calciatore ghanese
- 1976 - Manuel Pablo, ex calciatore spagnolo
- 1976 - Marco Piccioni, allenatore di calcio e ex calciatore italiano
- 1976 - Laura Vasiliu, attrice rumena
- 1977 - Jill Bakken, ex bobbista statunitense
- 1977 - Michael Brown, allenatore di calcio e ex calciatore inglese
- 1977 - Lidia Chojecka, ex mezzofondista polacca
- 1977 - Christian Ingebrigtsen, cantante norvegese
- 1977 - Stefan Milenkovich, violinista serbo
- 1977 - Ožbi Ošlak, ex sciatore alpino sloveno
- 1977 - Dottor Pira, fumettista, grafico e autore televisivo italiano
- 1977 - Milo Rau, regista, giornalista e saggista svizzero
- 1977 - Luke Roberts, dirigente sportivo, ex pistard e ciclista su strada australiano
- 1977 - Marta Rovira, politica spagnola
- 1977 - Mats Rubarth, ex calciatore, cantautore e bassista svedese
- 1977 - Hatem Trabelsi, ex calciatore tunisino
- 1978 - Ionuț Bădescu, ex calciatore rumeno
- 1978 - Ahmet Dursun, ex calciatore turco
- 1978 - Madita, cantante e attrice austriaca
- 1978 - Denis Men'šov, dirigente sportivo e ex ciclista su strada russo
- 1978 - Joe Naufahu, attore e ex rugbista a 15 neozelandese
- 1978 - Robin Nelisse, ex calciatore olandese
- 1978 - Manfred Pranger, ex sciatore alpino austriaco
- 1978 - Andreas Rauscher, ex calciatore austriaco
- 1978 - Jason Roberts, ex calciatore grenadino
- 1978 - Isabella Rocchietta, ex modella, attrice e cantante italiana
- 1978 - Lila Tretikov, informatica russa
- 1978 - B.J. Whitmer, wrestler statunitense
- 1978 - Charlène Wittstock, ex nuotatrice e ex modella sudafricana
- 1978 - Volodymyr Zelens'kyj, politico e attore ucraino
- 1978 - Andrija Zlatić, tiratore a segno serbo
- 1979 - Jordan Bozov, ex cestista bulgaro
- 1979 - Zoe Britton, ex attrice pornografica, modella e attrice statunitense
- 1979 - Bianca Castanho, attrice brasiliana
- 1979 - Sheila Cherfilus-McCormick, politica statunitense
- 1979 - Roberto Fernández Alvarellos, ex calciatore spagnolo
- 1979 - Naike Gruppioni, politica italiana
- 1979 - Christine Lakin, attrice statunitense
- 1979 - Dani Mallo, ex calciatore spagnolo
- 1979 - Edward McCallion, ex calciatore nordirlandese
- 1979 - Pi Hongyan, ex giocatrice di badminton cinese
- 1979 - Dmytro Semočko, ex calciatore ucraino
- 1980 - Paulo Assunção, ex calciatore brasiliano
- 1980 - Christian Baptiste, ex calciatore trinidadiano
- 1980 - Nicola Brienza, allenatore di pallacanestro italiano
- 1980 - Filip Dylewicz, ex cestista polacco
- 1980 - Justin Fargas, ex giocatore di football americano statunitense
- 1980 - Vol'ha Masilënene, ex cestista bielorussa
- 1980 - Michelle McCool, wrestler statunitense
- 1980 - Christian Olsson, ex triplista svedese
- 1980 - Grégory Pujol, ex calciatore francese
- 1980 - Eustathios Taularidīs, ex calciatore greco
- 1980 - Xavi, allenatore di calcio e ex calciatore spagnolo
- 1981 - Charlie Bewley, attore britannico
- 1981 - Javier García, ex calciatore argentino
- 1981 - Sebastián Grazzini, allenatore di calcio e ex calciatore argentino
- 1981 - Francis Jeffers, allenatore di calcio e ex calciatore inglese
- 1981 - Alicia Keys, cantautrice, musicista e attrice statunitense
- 1981 - João Mawete, ex calciatore angolano
- 1981 - Artur Moraes, dirigente sportivo e ex calciatore brasiliano
- 1981 - Clara Morgane, ex attrice pornografica, cantante e personaggio televisivo francese
- 1981 - Alex Partridge, canottiere britannico
- 1981 - Toše Proeski, cantante macedone († 2007)
- 1981 - Paulo Thiago, artista marziale misto brasiliano
- 1981 - Pietro Zucchetti, velista italiano
- 1982 - Stacey Gordon, pallavolista canadese
- 1982 - Patrik Ingelsten, allenatore di calcio e ex calciatore svedese
- 1982 - Jiang Bo, calciatore cinese
- 1982 - Trevor Johnson, ex hockeista su ghiaccio canadese
- 1982 - Luísa Kiala, pallamanista angolana
- 1982 - Nikola Otašević, ex cestista serbo
- 1982 - Jonathan Pittis, ex hockeista su ghiaccio canadese
- 1982 - Régis de Souza, calciatore brasiliano
- 1982 - Michela Rostan, politica italiana
- 1982 - Shō Sakurai, cantante e attore giapponese
- 1982 - Tyrone Sally, ex cestista statunitense
- 1982 - Noemi, cantante italiana
- 1982 - Leonard Tsipa, ex calciatore zimbabwese
- 1982 - Jody Viviani, ex calciatore francese
- 1982 - Shawna Waldron, attrice statunitense
- 1982 - Cornelius Wortham, ex giocatore di football americano statunitense
- 1982 - Maksim Šabalin, ex danzatore su ghiaccio russo
- 1983 - Mahmoud Amnah, ex calciatore siriano
- 1983 - Brian Armstrong, imprenditore statunitense
- 1983 - Gorka Azkorra, ex calciatore spagnolo
- 1983 - Ivana Brkljačić, ex martellista croata
- 1983 - Chris Foy, attore australiano
- 1983 - Vladimir Ivanov, pilota motociclistico russo
- 1983 - Axel Konan, ex calciatore ivoriano
- 1983 - Yasuyuki Konno, calciatore giapponese
- 1983 - Giovanni Lapentti, ex tennista ecuadoriano
- 1983 - Simon Lappin, ex calciatore scozzese
- 1983 - Pedro Manuel Mendes Ribeiro, ex calciatore portoghese
- 1983 - Raniero Monaco di Lapio, attore e ex modello italiano
- 1983 - Slobodan Nikić, allenatore di pallanuoto e ex pallanuotista serbo
- 1983 - Josh Powell, ex cestista e allenatore di pallacanestro statunitense
- 1983 - Cathy Yan, sceneggiatrice, regista e produttrice cinematografica cinese
- 1984 - Jay Briscoe, wrestler statunitense († 2023)
- 1984 - Alex Gibbs, calciatore italiano
- 1984 - Ondřej Hotárek, pattinatore artistico su ghiaccio ceco
- 1984 - Samuel Johnson, ex calciatore guineano
- 1984 - Brice Jovial, ex calciatore francese
- 1984 - Stefan Kießling, dirigente sportivo e ex calciatore tedesco
- 1984 - Artur Mielczarek, cestista polacco
- 1984 - Raica Oliveira, modella brasiliana
- 1984 - Oumoul Sarr, cestista senegalese
- 1984 - Sebastian Sorsa, ex calciatore finlandese
- 1984 - Ognen Stojanovski, ex cestista macedone
- 1984 - Kaiji Tang, doppiatore cinese
- 1984 - Fara Williams, ex calciatrice britannica
- 1984 - Robinho, ex calciatore brasiliano
- 1985 - Eduardo Bragaglia, giocatore di calcio a 5 brasiliano
- 1985 - Paolo Grugni, canottiere e dirigente sportivo italiano
- 1985 - Claudia Kim, attrice e modella sudcoreana
- 1985 - Kim Jae-bum, judoka sudcoreano
- 1985 - Kemal Koyuncu, mezzofondista turco
- 1985 - Acie Law, ex cestista e allenatore di pallacanestro statunitense
- 1985 - Tina Karol', cantante ucraina
- 1985 - Diego Martiñones, ex calciatore uruguaiano
- 1985 - Christina Ochoa, attrice spagnola
- 1985 - Funmilayo Ojelabi, ex cestista nigeriana
- 1985 - Marco Parolo, ex calciatore italiano
- 1985 - Marianne Puglia, modella e personaggio televisivo venezuelana
- 1985 - Hartley Sawyer, attore statunitense
- 1985 - Ricky Shakes, ex calciatore guyanese
- 1985 - Anastasia Sáenz, ex cestista argentina
- 1985 - Michael Trevino, attore statunitense
- 1985 - Adrian Ungur, ex tennista romeno
- 1985 - Patrick Willis, ex giocatore di football americano statunitense
- 1985 - Jeremiah Wood, cestista statunitense
- 1985 - Danny Woodhead, ex giocatore di football americano statunitense
- 1985 - Yūsuke, cantautore e rapper giapponese
- 1986 - Mohamed Ali Nafkha, calciatore tunisino
- 1986 - Rodrigo Brasesco, ex calciatore uruguaiano
- 1986 - Anna Cavallaro, cavallerizza italiana
- 1986 - Sergej Čerepanov, fondista kazako
- 1986 - Rok Elsner, calciatore sloveno
- 1986 - Alejandro Gaete, calciatore cileno
- 1986 - Guntis Galviņš, hockeista su ghiaccio lettone
- 1986 - Sophie Hosking, ex canottiera britannica
- 1986 - Vladislav Južakov, slittinista russo
- 1986 - Bojan Kaljević, ex calciatore montenegrino
- 1986 - Hrvoje Kovačević, ex cestista croato
- 1986 - Assani Lukimya-Mulongoti, calciatore congolese (Repubblica Democratica del Congo)
- 1986 - Chris O'Grady, ex calciatore inglese
- 1986 - Lorenzo Pedrotti, attore italiano
- 1986 - Marcos Pirchio, ex calciatore argentino
- 1986 - Gouramangi Singh, allenatore di calcio e ex calciatore indiano
- 1986 - Takuya Takei, ex calciatore giapponese
- 1986 - Ilaria Zanoni, ex cestista italiana
- 1987 - Japeth Aguilar, cestista filippino
- 1987 - Dario Aita, attore italiano
- 1987 - Clemens Bracher, ex bobbista svizzero
- 1987 - Pavel Ermolinskij, allenatore di pallacanestro e ex cestista ucraino
- 1987 - Hafsia Herzi, attrice e regista francese
- 1987 - Sebastián Iribarne, giocatore di calcio a 5 argentino
- 1987 - Marija Kirilenko, ex tennista russa
- 1987 - Daniel Larsson, ex calciatore svedese
- 1987 - Richard Leyton, calciatore cileno
- 1987 - Anthony Mason, ex cestista statunitense
- 1987 - Youssuf Mulumbu, calciatore congolese (Repubblica Democratica del Congo)
- 1987 - Andre Smith, giocatore di football americano statunitense
- 1988 - Diego Arismendi, calciatore uruguaiano
- 1988 - Luca Beccaro, pallavolista italiano
- 1988 - Da'Sean Butler, ex cestista e allenatore di pallacanestro statunitense
- 1988 - Kirill Denisov, judoka russo
- 1988 - Tina Dietze, canoista tedesca
- 1988 - Johan Gastien, calciatore francese
- 1988 - Tatiana Golovin, ex tennista francese
- 1988 - Bradley Grobler, calciatore sudafricano
- 1988 - Adam Hammill, ex calciatore inglese
- 1988 - Pænda, cantante austriaca
- 1988 - Aurora Jolie, attrice pornografica statunitense
- 1988 - Aydın Karabulut, ex calciatore turco
- 1988 - Natalia Madaj, canottiera polacca
- 1988 - Alan Power, calciatore irlandese
- 1988 - Ida Sargent, ex fondista statunitense
- 1988 - Andrea Secchiero, triatleta italiano
- 1988 - Luigi Sergio, cestista italiano
- 1988 - Danny Williams, ex calciatore inglese
- 1989 - Henri Belle, calciatore camerunese
- 1989 - Robin Benzing, cestista tedesco
- 1989 - Vincent Brown, giocatore di football americano statunitense
- 1989 - Allysha Chapman, calciatrice canadese
- 1989 - Marc Donato, attore canadese
- 1989 - Manuel Fernández, calciatore uruguaiano
- 1989 - Stu Grayson, wrestler canadese
- 1989 - Murad Hüseynov, ex calciatore azero
- 1989 - Facundo Imhoff, pallavolista argentino
- 1989 - Sheryfa Luna, cantante francese
- 1989 - Aleksandr Petrov, attore russo
- 1989 - Derek Plug, bobbista canadese
- 1989 - Clara Ponsot, attrice francese
- 1989 - Víctor Ruiz, ex calciatore spagnolo
- 1989 - Anton Shoutvin, cestista israeliano
- 1989 - Christian Spescha, ex sciatore alpino svizzero
- 1989 - Mikako Tabe, attrice giapponese
- 1989 - Evan Taylor, calciatore giamaicano
- 1989 - Radu Zaharia, ex calciatore rumeno
- 1989 - Marcelina Zawadzka, modella polacca
- 1990 - Brandon Bolden, giocatore di football americano statunitense
- 1990 - Tom Boon, hockeista su prato belga
- 1990 - Chris Clarke, velocista britannico
- 1990 - Liam Coltman, rugbista a 15 neozelandese
- 1990 - Daniel Corral, ginnasta messicano
- 1990 - Nils Courbaron, musicista e chitarrista francese
- 1990 - Alëna Dubickaja, pesista bielorussa
- 1990 - Apostolos Giannou, calciatore australiano
- 1990 - Kimya Gökçe Aytaç, attrice turca
- 1990 - Natalie Hall, attrice canadese
- 1990 - Dustin Ingram, attore statunitense
- 1990 - Jonathan King, cestista panamense
- 1990 - Marco Koch, nuotatore tedesco
- 1990 - Emiliano Lasa, lunghista uruguaiano
- 1990 - Lee Jun-ho, cantante e attore sudcoreano
- 1990 - Matteo Leoni, attore e comico italiano
- 1990 - Alexandre Libert, cestista belga
- 1990 - Patrick Richard, cestista statunitense
- 1990 - Carlo Schmid, aviatore svizzero
- 1990 - Umsuura, cantante russa
- 1990 - Bobana Veličković, tiratrice a segno serba († 2020)
- 1991 - Vale Lambo, rapper italiano
- 1991 - Domagoj Boljat, calciatore croato
- 1991 - Niclas Burström, hockeista su ghiaccio svedese
- 1991 - Michael Campanaro, giocatore di football americano statunitense
- 1991 - Chuli, ex calciatore spagnolo
- 1991 - Tyran De Lattibeaudiere, cestista giamaicano
- 1991 - Ariana DeBose, attrice statunitense
- 1991 - Jacopo Guenna, pallanuotista italiano
- 1991 - Ahmed Hegazy, calciatore egiziano
- 1991 - Svenja Huth, calciatrice tedesca
- 1991 - Daniel Laporte, ex giocatore di football americano statunitense
- 1991 - Nigel Melker, pilota automobilistico olandese
- 1991 - Aston Palicte, pugile filippino
- 1991 - Marko Perišić, calciatore bosniaco
- 1991 - Shireen Sapiro, nuotatrice sudafricana
- 1991 - Rupert Simonian, attore inglese
- 1991 - Kiero Small, giocatore di football americano statunitense
- 1991 - Ronald de la Fuente, calciatore cileno
- 1991 - Emanuel Šakić, calciatore austriaco
- 1992 - Mark Andrews, wrestler gallese
- 1992 - Moritz Bauer, ex calciatore svizzero
- 1992 - Pauline Chalamet, attrice, sceneggiatrice e produttrice cinematografica statunitense
- 1992 - Travis Daniels, cestista statunitense
- 1992 - Nikola Dedović, pallanuotista serbo
- 1992 - Óscar González, calciatore venezuelano
- 1992 - Christian Landu Landu, calciatore norvegese
- 1992 - Brandon Linder, ex giocatore di football americano statunitense
- 1992 - Galbadrachyn Otgoncėcėg, judoka kazaka
- 1992 - Ivana Rudelić, calciatrice tedesca
- 1992 - Meighan Simmons, cestista statunitense
- 1992 - Dino Stančič, calciatore sloveno
- 1992 - Ben Williams, triplista britannico
- 1992 - Bojan Ǵorgievski, ex calciatore macedone
- 1993 - Tomasz Byrt, ex saltatore con gli sci polacco
- 1993 - Michela De Rossi, attrice italiana
- 1993 - Ahmed Fatehi, calciatore qatariota
- 1993 - Simon Handle, calciatore tedesco
- 1993 - Kevin Holt, calciatore scozzese
- 1993 - Huang Yuxiang, giocatore di badminton cinese
- 1993 - Kasper Larsen, ex calciatore danese
- 1993 - Amel Majri, calciatrice tunisina
- 1993 - Iris Mittenaere, modella francese
- 1993 - Pavel Mogilevec, ex calciatore russo
- 1993 - Toma Nikiforov, judoka belga
- 1993 - Aleksi Paananen, calciatore finlandese
- 1993 - Kruize Pinkins, cestista statunitense
- 1993 - Ishmael Pole, calciatore papuano
- 1993 - Shereesha Richards, cestista giamaicana
- 1993 - Léon Wahnawé, calciatore francese
- 1994 - Ai Shishime, judoka giapponese
- 1994 - Rainui Aroita, calciatore francese
- 1994 - Alan Benítez, calciatore paraguaiano
- 1994 - Perrin Buford, cestista statunitense
- 1994 - Mario Edwards Jr., giocatore di football americano statunitense
- 1994 - Fabrice Fokobo, ex calciatore camerunese
- 1994 - Ali Hazem, judoka egiziano
- 1994 - Rayshawn Jenkins, giocatore di football americano statunitense
- 1994 - Karlee Grey, attrice pornografica statunitense
- 1994 - Richard Mbulu, calciatore malawiano
- 1994 - Mickaël Meira, calciatore francese
- 1994 - Willow Nightingale, wrestler statunitense
- 1994 - Gerald Nutz, calciatore austriaco
- 1994 - Marcos Pinto, calciatore argentino
- 1994 - Paulina Prieto, pallavolista portoricana
- 1994 - Alexandra Reid, pallavolista statunitense
- 1994 - Ross Murdoch, nuotatore britannico
- 1994 - Shao Jieni, tennistavolista cinese
- 1994 - Zoey Stark, wrestler statunitense
- 1994 - Salimo Sylla, calciatore francese
- 1994 - Luciano Sánchez, calciatore argentino
- 1994 - Barnabás Varga, calciatore ungherese
- 1994 - Robin Yalçın, calciatore tedesco
- 1994 - Il'ja Zuev, calciatore russo
- 1995 - Cedric Badjeck, calciatore camerunese († 2025)
- 1995 - Joël Bopesu, calciatore congolese (Repubblica Democratica del Congo)
- 1995 - Ramaric Etou, calciatore congolese (Repubblica del Congo)
- 1995 - Stefan Hager, calciatore austriaco
- 1995 - Billy Harris, tennista britannico
- 1995 - Sam Hendriks, calciatore olandese
- 1995 - Kewin, calciatore brasiliano
- 1995 - Micah Kiser, giocatore di football americano statunitense
- 1995 - Alyona Kolesnik, lottatrice azera
- 1995 - Michail Kovalenko, calciatore russo
- 1995 - Tasos Krītikos, calciatore greco
- 1995 - Matilde Malatesta, calciatrice italiana
- 1995 - Elhadji Malick Tall, calciatore senegalese
- 1995 - Masaya Matsumoto, calciatore giapponese
- 1995 - Yorgelis Rodríguez, multiplista e altista cubana
- 1995 - Filipe Sousa, pallavolista portoghese
- 1995 - Carlo Tacchini, canoista italiano
- 1995 - Costa Titch, rapper sudafricano († 2023)
- 1995 - Trevon Young, giocatore di football americano statunitense
- 1996 - Patrick Asmah, calciatore ghanese
- 1996 - Lawrence Ati-Zigi, calciatore ghanese
- 1996 - Nir Bardea, calciatore israeliano
- 1996 - Giulio Calabrò, velista italiano
- 1996 - Redouan El Yaakoubi, calciatore olandese
- 1996 - Tati Gabrielle, attrice statunitense
- 1996 - Chase Gasper, calciatore statunitense
- 1996 - Mohamed Hany, calciatore egiziano
- 1996 - Michael Humphrey, ex cestista statunitense
- 1996 - Seitarō Ichinohe, pattinatore di velocità su ghiaccio giapponese
- 1996 - Adeja Lambert, pallavolista statunitense
- 1996 - Yeison Molina, calciatore costaricano
- 1996 - Rodrigo Moura, calciatore brasiliano
- 1996 - Benard Ochieng, calciatore keniota
- 1996 - Omid Popalzay, calciatore afghano
- 1996 - Samir Radovac, calciatore bosniaco
- 1996 - Ulises Rivas, calciatore messicano
- 1996 - Tero Seppälä, biatleta finlandese
- 1996 - Edwin Solano, calciatore honduregno
- 1996 - Sayuri Sugimoto, ginnasta giapponese
- 1996 - Adama Traoré, calciatore spagnolo
- 1996 - Bryce Washington, cestista statunitense
- 1996 - Jort van der Sande, calciatore olandese
- 1996 - Burak Öksüz, calciatore turco
- 1997 - Léon Bergsma, calciatore olandese
- 1997 - Chelsie Giles, judoka britannica
- 1997 - Agustín González, calciatore uruguaiano
- 1997 - Noah Hanifin, hockeista su ghiaccio statunitense
- 1997 - Malik Johnson, cestista statunitense
- 1997 - Philip Kim, ballerino canadese
- 1997 - Nikolaj Kipiani, calciatore russo
- 1997 - Danylo Kučer, calciatore ucraino
- 1997 - Bruno Cosendey, calciatore brasiliano
- 1997 - Guido Migliozzi, golfista italiano
- 1997 - Pedro Silva Torrejón, calciatore argentino
- 1997 - Tanutchai Wijitwongthong, attore thailandese
- 1997 - Marijan Čabraja, calciatore croato
- 1997 - Matěj Šmídl, pallavolista ceco
- 1998 - Cho Gue-sung, calciatore sudcoreano
- 1998 - Timothé Cognat, calciatore francese
- 1998 - Tristan Evelyn, velocista barbadiana
- 1998 - Aldair Fuentes, calciatore peruviano
- 1998 - Michael Jordan, giocatore di football americano statunitense
- 1998 - Berkan Kutlu, calciatore svizzero
- 1998 - Jamal Lewis, calciatore nordirlandese
- 1998 - Lucas Lingman, calciatore finlandese
- 1998 - Álex Martín, calciatore spagnolo
- 1998 - María Fernanda Orozco, pesista messicana
- 1998 - Otto John, calciatore nigeriano
- 1998 - Fabián Píriz, calciatore uruguaiano
- 1999 - Nikola Bogdanovski, calciatore serbo
- 1999 - Ibrahima Camará, calciatore guineano
- 1999 - Perrine Clair, sciatrice alpina francese
- 1999 - Lennart Grill, calciatore tedesco
- 1999 - Mario Hernández, calciatore spagnolo
- 1999 - Kevin Kouassivi-Benissan, calciatore finlandese
- 1999 - Adzo Kpossi, nuotatrice togolese
- 1999 - David Kralj, cestista sloveno
- 1999 - Gerard Lavergne, calciatore dominicano
- 1999 - Nikola Mišković, cestista serbo
- 1999 - Leon Musaev, calciatore russo
- 1999 - Darko Nejašmić, calciatore croato
- 1999 - Petar Pusic, calciatore svizzero
- 1999 - Justin Salmon, calciatore svedese
- 1999 - Kadi Sissoko, cestista francese
- 1999 - Garret Wallow, giocatore di football americano statunitense
- 2000 - Eidan Alber, cestista israeliano
- 2000 - Romário Baró, calciatore portoghese
- 2000 - Ji'Ayir Brown, giocatore di football americano statunitense
- 2000 - Kihei Clark, cestista statunitense
- 2000 - Edvin Crona, calciatore svedese
- 2000 - Remco Evenepoel, ciclista su strada belga
- 2000 - Erik Ezukanma, giocatore di football americano statunitense
- 2000 - Marie Le Net, pistard e ciclista su strada francese
- 2000 - Il'ja Martynov, calciatore russo
- 2000 - Eufrosynī Mpakodīmou, pallavolista greca
- 2000 - Johannes Naschberger, calciatore austriaco
- 2000 - Brooke Nuneviller, pallavolista statunitense
- 2000 - Rhuan, calciatore brasiliano
- 2000 - Alan Rodríguez, calciatore uruguaiano
- 2000 - Johanita Scholtz, giocatrice di badminton sudafricana
- 2000 - Danil Stepanov, calciatore russo
- 2000 - Rhyan White, nuotatrice statunitense

## XXI secolo(46)
- 2001 - Simon Asta, calciatore tedesco
- 2001 - Elisabetta Cocciaretto, tennista italiana
- 2001 - Cristian Devenish, calciatore colombiano
- 2001 - Nikolaos Dosis, calciatore svedese
- 2001 - Cassidy Gray, sciatrice alpina canadese
- 2001 - Oliver Knight, ciclista su strada britannico
- 2001 - Filip Lichý, calciatore slovacco
- 2001 - Paul Lion, giocatore di football americano tedesco
- 2001 - Jovan Manev, calciatore macedone
- 2001 - Luca Moro, calciatore italiano
- 2001 - Michela Pace, cantante maltese
- 2001 - Julimar, calciatore brasiliano
- 2001 - Nikola Soldo, calciatore croato
- 2001 - Federico Toscano, sciatore alpino svizzero
- 2001 - Terry Yegbe, calciatore ghanese
- 2001 - Merouane Zerrouki, calciatore algerino
- 2001 - Angelina Škatova, ginnasta russa
- 2002 - Agustín Da Rocha, calciatore uruguaiano
- 2002 - Gabriel Noga, calciatore brasiliano
- 2002 - Tom Lacoux, calciatore francese
- 2002 - Laura Mooney, mezzofondista irlandese
- 2002 - Lil Mosey, rapper e cantante statunitense
- 2002 - Cheikhou Ndiaye, calciatore senegalese
- 2002 - Sebastian Nebyla, calciatore slovacco
- 2002 - Rafael Núñez, calciatore dominicano
- 2003 - Josie Baff, snowboarder australiana
- 2003 - Lenni Cirino, calciatore montserratiano
- 2003 - Timothé Sivignon, sciatore freestyle francese
- 2003 - Akhmed Tazhudinov, lottatore russo
- 2003 - Talisa Torretti, ginnasta italiana
- 2004 - Andrij Buleza, calciatore ucraino
- 2004 - Raul Paula, calciatore tedesco
- 2004 - Kayla DiCello, ginnasta statunitense
- 2004 - Herculano Nabian, calciatore guineense
- 2005 - Valdemar Andreasen, calciatore danese
- 2005 - Brandon Oviedo, calciatore argentino
- 2005 - Milán Pető, calciatore ungherese
- 2005 - Julian Rijkhoff, calciatore olandese
- 2005 - Kasper Davidsen, calciatore danese
- 2005 - Rodrigo Teliz, calciatore uruguaiano
- 2005 - Dawid Tkacz, calciatore polacco
- 2005 - Avantika Vandanapu, attrice statunitense
- 2006 - Yusuf Akçiçek, calciatore turco
- 2006 - Zakaria Loukili, calciatore svedese
- 2007 - Bea Kim, snowboarder statunitense
- 2008 - Makpal Kalmurzayeva, nuotatrice artistica kazaka